# Spikeld
Spikeld, född 5 maj 1993, död 29 september 2017, var en norsk kallblodig travhäst. Spikeld tränades i början av sin karriär av den norska travtränaren Kjell Håkonsen och efter det främst av Martin Hoel. Han kördes oftast av kusken Rune Wiig. 

## Karriär
Spikeld tävlade mellan åren 1999 och 2006, och blev mest känd för att ha varit den första kallblodstravaren som sprungit under tiden 1.20,0a, då han travade 1.18,6a tillsammans med sin tränare Kjell Håkonsen på Forus Travbane i augusti 2000. Rekordet stod sig i 5 år, till den svenska hästen Järvsöfaks travade 1.17,9ak över distansen 1640 meter.
Spikeld dominerade i norsk kallblodssport under flera år och kom att göra 186 starter varav hela 127 slutade i seger. Under sin karriär travade han in 6,7 miljoner norska kronor. Efter tävlingskarriären var han även verksam som avelshingst.
På hösten 2017 ådrog sig Spikeld en svår skada i ett bakben, och beslut togs att låta avliva hästen.

## Stamtavla
| Efter Elding 1983   | Rappfot 1965 | Granvar       | Vinvar        |
| Efter Elding 1983   | Rappfot 1965 | Granvar       | Klästad Terna |
| Efter Elding 1983   | Rappfot 1965 | Stjernefrid   | Godt Håp      |
| Efter Elding 1983   | Rappfot 1965 | Stjernefrid   | Vettamöy      |
| Efter Elding 1983   | Elnett 1974  | Jerker        | Jahn Sjur     |
| Efter Elding 1983   | Elnett 1974  | Jerker        | Litalill      |
| Efter Elding 1983   | Elnett 1974  | Tyra          | Sjur          |
| Efter Elding 1983   | Elnett 1974  | Tyra          | Lasken Kari   |
| Undan Spikdona 1977 | Eldon 1971   | Donno         | Steggbest     |
| Undan Spikdona 1977 | Eldon 1971   | Donno         | Donna Jakken  |
| Undan Spikdona 1977 | Eldon 1971   | Eli Spent     | Spenter       |
| Undan Spikdona 1977 | Eldon 1971   | Eli Spent     | Eli Nora      |
| Undan Spikdona 1977 | Spiko 1955   | Baus Tryggsön | Trygvald      |
| Undan Spikdona 1977 | Spiko 1955   | Baus Tryggsön | Baus Prinsa   |
| Undan Spikdona 1977 | Spiko 1955   | Gyller-Guri   | Kong Gyller   |
| Undan Spikdona 1977 | Spiko 1955   | Gyller-Guri   | Guri          |